# Ciamannacce
Ciamannacce (in corso Ciamannaccia) è un comune francese di 136 abitanti situato nel dipartimento della Corsica del Sud nella regione della Corsica.

## Società

### Evoluzione demografica
Abitanti censiti